# Estrada Parque Dom Bosco (DF-025)
A DF-025, também chamada Estrada Parque Dom Bosco (EPDB) é uma rodovia radial do Distrito Federal, no Brasil.
A EPDB é a principal via de acesso ao Lago Sul.

## Homenagem a Dom Bosco
Ela leva o nome de Dom Bosco, que viveu no século XIX e teve sonhos que teriam profetizado a cidade muitas décadas antes de sua construção, e por isso é um dos padroeiros de Brasília.

## Estrada Parque
É uma das estradas parque - tradução literal das vias americanas chamadas parkway - cuja ideia veio de Lúcio Costa para vias de trânsito rápido, sem interrupções e com uma paisagem bucólica, diferente das caóticas rodovias tradicionais, o que acabou se perdendo com o tempo. A EPTT, por exemplo, fica em meio a cidade.